# Quentalia maevia
Quentalia maevia is een vlinder uit de familie van de echte spinners (Bombycidae). De wetenschappelijke naam van de soort is voor het eerst geldig gepubliceerd in 1898 door Herbert Druce.